# Naphthol-AS-MX-Phosphat
Naphthol-AS-MX-Phosphat ist eine chemische Verbindung, die zur Gruppe der 2-Naphthol-Derivate gehört.

## Eigenschaften
Naphthol-AS-MX-Phosphat wird – wie die Phosphorsäureester weiterer Naphthol-AS-Derivate – in der Biochemie als chromogenes Substrat für eine Immunfärbung mit einer alkalischen Phosphatase verwendet. Nach enzymatischer Hydrolyse des Phosphorsäureesters bildet sich in Anwesenheit von Echtrot-Salz TR einen roten Azofarbstoff. Diese Methode wird zur Immunfärbung, beispielsweise beim Western Blot und in der Immunhistochemie eingesetzt.
Alternativen sind die Analoga von Naphthol-AS-MX-Phosphat Naphthol-AS-TR-Phosphat und Naphthol-AS-BI-Phosphat.

## Externe Links zu erwähnten Verbindungen
1. ↑  Externe Identifikatoren von bzw. Datenbank-Links zu 6-Brom-3-(o-hydroxyphenylaminocarbonyl)-2-naphthylphosphat:  CAS-Nr.: 1919-91-1, EG-Nr.: 217-645-0, ECHA-InfoCard: 100.016.042, PubChem: 74715, ChemSpider: 67288, Wikidata: Q81989818.